# 健康商法
健康商法（けんこうしょうほう）とは、高齢者や体の弱い者を対象として、自身の弱点に付け込んだ巧みなセールストークで高額な器具や医薬部外品を売り付ける商法。店頭で同等の商品を購入するよりも割高になる場合や、販売員の説明通りの効果が得られない場合が多く存在しており、自治体のウェブサイトでは悪徳商法の一種として注意が呼び掛けられている。
また、購入品を使用した場合、健康を促進するどころか逆に健康悪化に繋がってしまったというケースも存在している。